# قاي ديليسل
قاي ديليسل هو فنان قصص مصورة ورسام رسوم متحركة ومخرج كندي، ولد في 19 يناير 1966 في مدينة كيبك في كندا.

## وصلات خارجية
- الموقع الرسمي
- قاي ديليسل على موقع IMDb (الإنجليزية)
- قاي ديليسل على موقع قاعدة بيانات الفيلم (الإنجليزية)